# Ушарал (аэропорт)
Ушарал — аэропорт в Алакольском районе Алматинской области Казахстана, в 5 км западнее города Ушарал. Создан в 1970 году как военный аэродром для поддержки гарнизона, расположенного у Джунгарских Ворот. До начала 1990-х годов носил наименование «Уч-Арал».
Аэродром 1 класса, способен принимать самолёты Ил-76, Ан-22, Ту-154 и более лёгкие, а также вертолёты всех типов.
На аэродроме базируется 486-й вертолётный полк СВО РК (вертолёты Ми-24, Ми-8).

## История
До 1992 года на аэродроме базировался 27-й истребительный авиаполк (самолёты МиГ-21), входивший в состав 10-й истребительной авиационной дивизии. Принимал регулярные гражданские рейсы из Алма-Аты (самолёты Як-40) и Талды-Кургана (с промежуточными посадками на аэродромах местных населённых пунктов, самолёты Ан-2).
В 2015—2017 году был проведен ремонт взлётно-посадочной полосы аэропорта, построены новая рулёжная дорожка и перрон на 2 самолёта, новое здание аэровокзала. 21 июля 2017 года аэропорт начал принимать гражданские сезонные рейсы.
На строительство аэропорта было выделено и освоено более 1 млрд тенге. Строительные работы проводила подрядная организация ТОО «ASD Group».
В 2018 году благодаря государственной программе субсидирования, направленной на развитие внутреннего туризма, Ушарал снова начал принимать прямые рейсы из Алматы. Это упростило маршруты из большинства городов Казахстана к лечебным санаториям на берегах солёного бессточного озёра Алаколь, известного своими целебными свойствами.

## Авиакомпании и направления
По состоянию на 2019 год:
Рейсы выполняются с июля по октябрь. Используются самолёты Як-40, Bombardier CRJ200.